# Šport u 1898.
◄◄ | ◄ | 1895. | 1896. | 1897. | 1898.  | 1899. | 1900. | 1901. | ► | ►►
Arhitektura • Astronomija • Biologija • Film • Fotografija • Glazba • Kazalište • Kemija • Kiparstvo • Knjige • Književnost • Kršćanstvo • Meteorologija • Medicina • Planinarstvo • Politika • Pravo • Promet • Slikarstvo • Strip • Šport • Znanost • Zrakoplovstvo • Željeznički promet
Šport u 1898.

## Svijet

### Osnivanja
- Standard Liège, belgijski nogometni klub
- Portsmouth F.C., engleski nogometni klub
- Watford F.C., engleski nogometni klub
- Athletic Bilbao, španjolski nogometni klub
- BSC Young Boys, švicarski nogometni klub

## Hrvatska i u Hrvata

### Rođenja
- 26. svibnja − Veljko Narančić, hrvatski atletičar († 1983.)

## Vanjske poveznice
|  | Zajednički poslužitelj ima još gradiva o temi Šport u 1898. |